# إل. دبليو. بوينتون
إل. دبليو. بوينتون (بالإنجليزية: L. W. Boynton) هو مدير فني أمريكي، ولد في 12 أغسطس 1877 في ويتني بوينت في الولايات المتحدة، وتوفي بنفس المكان في 19 يونيو 1937.